# Justin Chang
Justin Chang (3 gennaio 1983) è un critico cinematografico statunitense, vincitore del Premio Pulitzer per il miglior giornalismo di critica nel 2024.

## Biografia
Dopo aver conseguito la laurea presso l'University of Southern California nel 2004, è stata assunto come critico cinematografico da Variety, di cui è diventato critico senior nel 2010 e poi critico principale nel 2013. Successivamente è stato critico cinematografico per il Los Angeles Times dal 2016 al 2024, anno in cui è stato assunto da The New Yorker.
Presidente del National Society of Film Critics e segretario della Los Angeles Film Critics Association, nel 2024 ha vinto il Premio Pulitzer per il miglior giornalismo di critica per le recensioni e gli articoli pubblicati l'anno precedente sul Los Angeles Times. Dal 2013 pubblica una lista dei migliori film dell'anno, in cui ha classificato al primo posto i film: Before Midnight (2013), Boyhood (2014), The Assassin (2015), Silence (2016), Chiamami col tuo nome (2017), Burning - L'amore brucia (2018), Parasite (2019), Vitalina Varela (2020), Drive My Car (2021), Gli orsi non esistono (2022), Estranei (2023) e Cerrar los ojos (2024).

## Opere
- FilmCraft: Editing. Focal Press, 2011. ISBN 978-0-240-81864-1